# Irvine (Fluss)
Der Irvine ist ein Fluss in Schottland. Er entspringt in 247 m Höhe rund zehn Kilometer westsüdwestlich von Strathaven nördlich des Loudon Hill. Der Irvine fließt zunächst für rund 1,5 km in südwestlicher Richtung und bildet dabei die Grenze zwischen den Regionen East Ayrshire und South Lanarkshire, bevor er nach Westen abdreht. Die vornehmlichen Fließrichtung nach Westen war für den Irvine namensgebend, da sich die Bezeichnung von gälisch „Iar-an“ ableitet, was „westwärts“ bedeutet. Nach 48 km mündet der Irvine bei Irvine in die Irvine Bay, einer Nebenbucht am Südufer des Firth of Clyde.
Der Irvine fließt durch die Städte Darvel und Galston, bevor er schließlich Kilmarnock erreicht, wo er mit dem Kilmarnock Water einen seiner größten Nebenflüsse aufnimmt. Westlich von Kilmarnock bildet der Irvine zunächst den Grenzfluss zwischen East Ayrshire und South Ayrshire und dann für ein kurzes Stück zwischen South Ayrshire und North Ayrshire. Auf seinen letzten Kilometern in North Ayrshire nimmt der Fluss in Irvine das Annick Water sowie den Garnock auf, bevor er in die Irvine Bay mündet. Einen Großteil des Laufes folgt die A71 dem Irvine und kreuzt ihn mehrfach.